# Volleyklubben Vestsjælland 2016-2017 (maschile)
Questa voce raccoglie le informazioni riguardanti il Volleyklubben Vestsjælland nelle competizioni ufficiali della stagione 2016-2017.

## Organigramma societario
Area tecnica
- Allenatore: Kim Buchwald
- Allenatore in seconda: Michael Nielsen
- Scout man: Andy Lam

## Rosa
| N° | Nome                | Ruolo | Data di nascita  | Nazionalità sportiva |
| -- | ------------------- | ----- | ---------------- | -------------------- |
| 1  | Dennis Lam          | C     | 10 dicembre 1987 | Danimarca            |
| 2  | Patrick Dufrêche    | C     | 23 dicembre 1991 | Francia              |
| 3  | Anders Udemark      | L     | 4 settembre 1983 | Danimarca            |
| 4  | Kim Buchwald        | P     | 22 dicembre 1982 | Danimarca            |
| 5  | Rafał Miśkowicz     | S/O   | 16 luglio 1990   | Polonia              |
| 6  | Bartosz Dylak       | C     | 27 ottobre 1990  | Polonia              |
| 7  | Daniel Gordon       | S     | 7 dicembre 1995  | Danimarca            |
| 8  | Konrad Andrulewicz  | S/O   | 13 dicembre 1990 | Polonia              |
| 9  | Laurids Sund        | S     | 10 maggio 1997   | Danimarca            |
| 10 | Rolf Meegdes        | P     | 29 dicembre 1992 | Danimarca            |
| 12 | Oskar Madsen        | S     | 17 gennaio 2000  | Danimarca            |
| 13 | Christian Jespersen | C     | 3 febbraio 1987  | Danimarca            |
| 15 | Rasmus Bech         | L     | 13 luglio 1997   | Danimarca            |
| 16 | Jacob Winther       | S     | 18 agosto 1986   | Danimarca            |